# مجوهرات

خاتم من الألماس

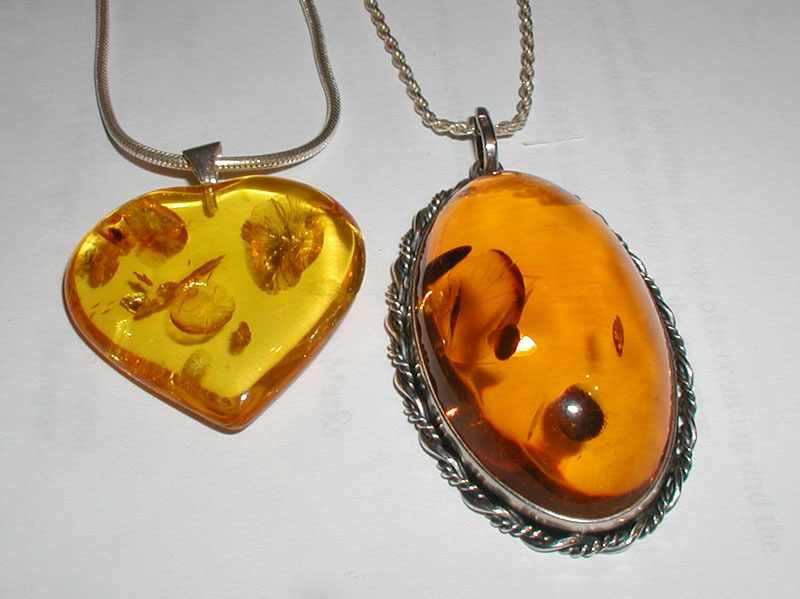
المعلقات الكهرمانية

 المجوهرات  أو الجواهر هي شكل من أشكال الزينة الشخصية مثل القلادة، الخاتم، البروش، الأقراط والسوار. يمكن أن تصنع المجوهرات من أية مادة، ولكنها غالباً ما تصنع من الأحجار الكريمة، المعادن الثمينة أو أصداف البحر. وقد يتم تنسيق مجموعة متكاملة من هذه العناصر من المجوهرات ويطلق عليها طقم مجوهرات. العوامل المؤثرة في اختيار المواد تتنوع حسب الاختلافات الثقافية، ومدى توافر المواد. قد تكون نوعية معينة من المجوهرات موضع تقدير بسبب خصائص موادها، تصاميمها، أو لرموز ذات معنى خاص.

## الأصل اللغوي
في اللغة العربية، المجوهرات أو الجواهر هي جمع جوهرة وهي الدرة الثمينة أو كل ما غلا ثمنه وعلت قيمته.
أما ترجمة الكلمة باللغة الإنجليزية (بالإنجليزية: Jewellery) فهي مشتقة من كلمة (بالإنجليزية: jewel) والتي تمت ترجمتها إلى الإنجليزية من كلمة (بالفرنسية: jouel) باللغة الفرنسية خلال القرن الثالث عشر.
و إن تم تتبع أصل الكلمة أقدم من هذا سيؤدي البحث مرة أخرى إلى كلمة (باللاتينية: jocale) والتي تعني مايتم اللعب به أو لعبة.
المجوهرات هي واحدة من أقدم أشكال الزينة على الجسم البشري؛ في الآونة الأخيرة تم العثور على عقد من الخرز يعتقد أنه يعود إلى مائة ألف عام قبل الآن، العقد مصنوع من قطع من الحلزونات البحرية والصدف ويعتقد أن هذا العقد هو أقدم الحلي المعروفة على وجه الأرض.

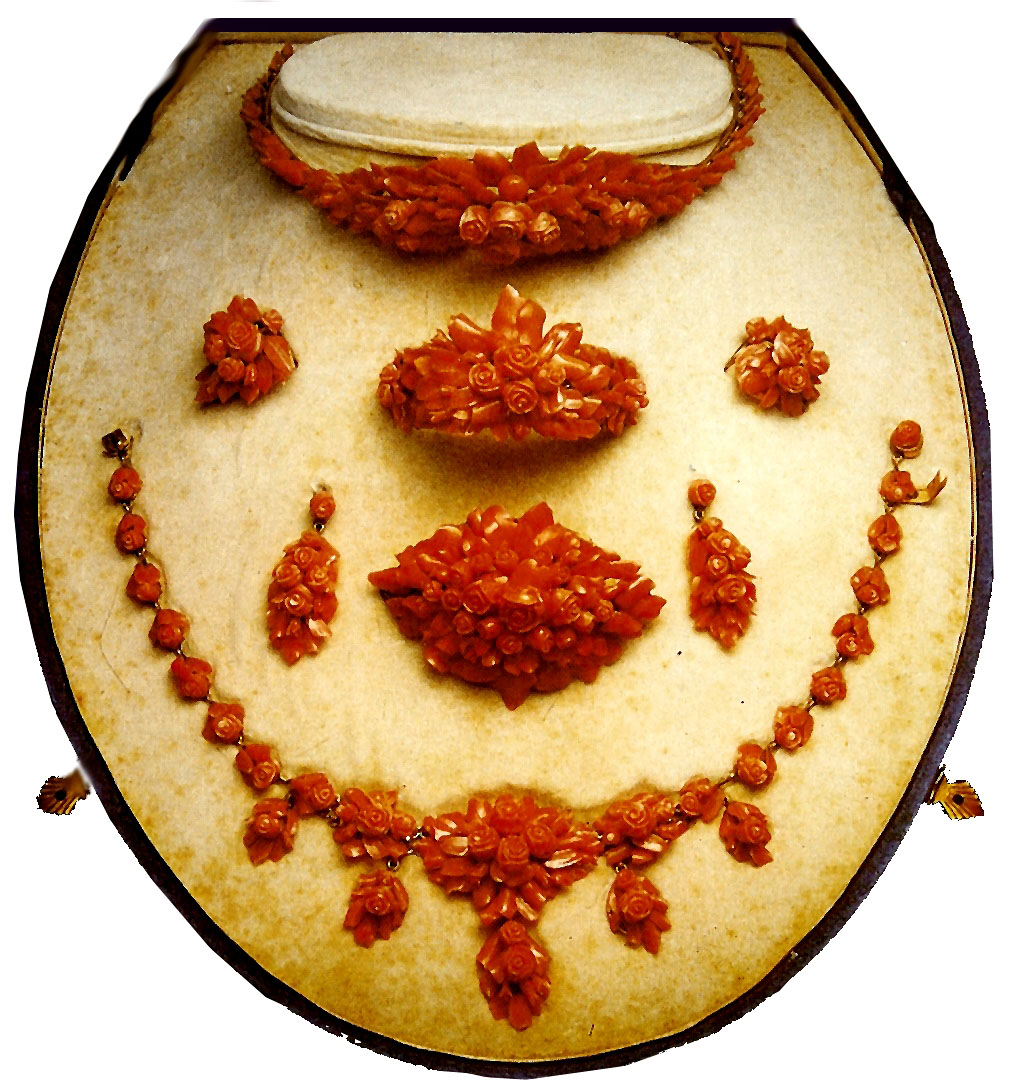
عقد من المرجان الأحمر يعود لالملكة فريدة عام 1938م، يعرض الآن في متحف المجوهرات المرجانية في إيطاليا

## إجتماعياً
المجوهرات هي أيضا دلالة على المستوى المعيشي للأفراد. وكثيرا ما تهدى بمناسبات معينة وليصبح علامة لتلك المناسبة لترتبط دائما بهذا الحدث. كمهر لزواج أو أعياد ميلاد أو أعياد زواج، وغالبا ما تصنع من المعادن الثمينة والأحجار الكريمة.
المجوهرات هي عالم واسع من الخيال يتميز بالجمال والإبداع والثراء، وعرفت المجوهرات منذ عصور قديمة، وهناك قطع من المجوهرات تعود إلى حضارات إندثرت منذ آلاف السنين كمجوهرات حضارات مابين النهرين وقطع المجوهرات التي تعود إلى العصور الفرعونية وغيرها كثير من الحضارات.
وفي العصور الحديثة عُرف عن أسر حاكمة كثيرة ولعها بالمجوهرات، واقترنت هذه المجوهرات بأسماء تلك العوائل كمجوهرات قياصرة روسيا، ومجوهرات أسرة محمد علي باشا في مصر وغيرها.
وربما من أشهر العوائل الحاكمة اقتناء للمجوهرات واهتماماً بها، هي العائلة المالكة في بريطانيا، حيث يعود تاج الملكة إليزابيث الثانية ومجموعة مجوهراتها إلى القرن السابع عشر وفيه إحدى أكبر الألماسات في العالم.

## الشكل والوظيفة

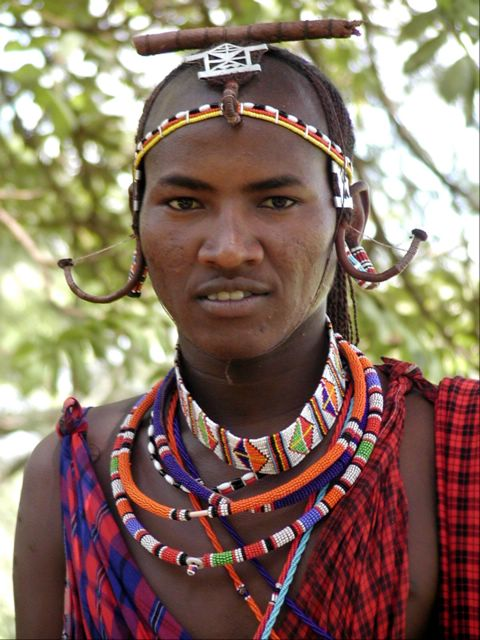
رجل من كينيا يرتدي مجوهرات قبلية

استُخدمت المجوهرات عبر العصور لأغراض متعددة، من أبرزها:
- **كعملة مالية**: حيث استخدمت كوسيلة لعرض الثروة وتسهيل المعاملات التجارية.
- **وظيفية**: مثل الدبابيس، والمشابك، والأزرار.
- **كتمائم روحية**: حيث اعتُقد بأنها تحمي من الشر وتجلب الحظ والخير، حسب معتقدات من يرتديها.[3]

## المواد وطرق التصنيع
يتم استخدام العديد من المواد في صناعة المجوهرات تتضمن المعادن التي يتم تشكيل المجوهرات منها مثل الذهب والفضة والبلاتين والنحاس وغيرها. كما يتم تطعيم المجوهرات إما بقطع من الأحجار الكريمة أو مواد أخرى مثل القماش.
وكثيرا ما تستخدم حبات المسبحة أو الخرزات في صناعة المجوهرات. قد تكون هذه الخرزات مصنوعة من الزجاج، الأحجار الكريمة، المعادن المختلفة أو من الخشب.

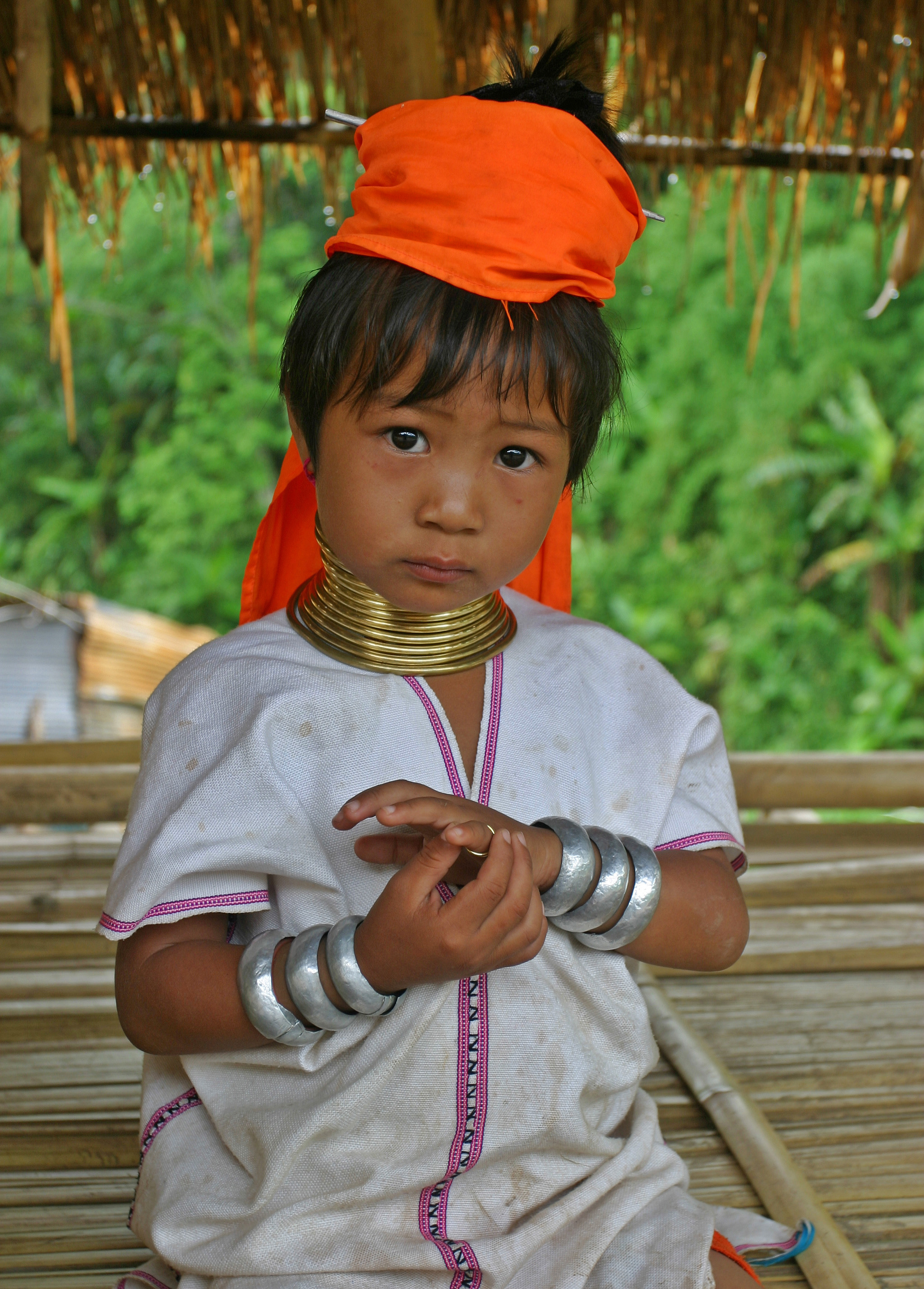
فتاة من تايلند الشمالية تتحلى بالمجوهرات الخشبية

### الألماس

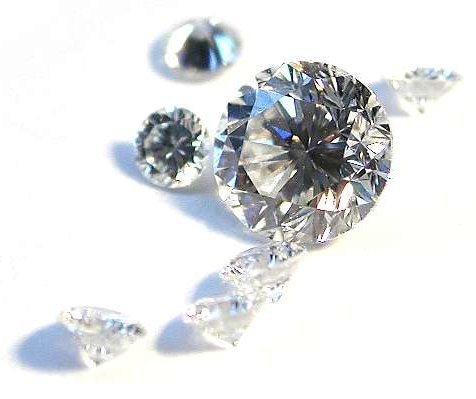
ألماس.

تم اكتشاف الألماس لأول مرة في الهند.
في عام 2005م تم تصنيف أستراليا، بوتسوانا، روسيا وكندا من بين المصادر الرئيسية لإنتاج ألماس كحجر كريم.

### الزمرد
الزُمُرُّد  نوع من معدن البريل والمكون من سيليكات البريليوم والألومنيوم، يتم العثور عليه في مناجم بين الصخور الصلدة والرخام بخلاف معظم الأحجار الكريمة، لونه أخضر غامق عميق وشفاف، ويحتل المرتبة الثالثة من حيث الأهمية. يكتسب لونه الأخضر لوجود كميات ضئيلة من الكروم أو الحديد، يعتبر الزمرد من الأحجار الكريمة.

## الزبرجد
الزبرجد نوع من أنواع الأحجار الكريمة تركيبته الكيميائية من سيليكات المغنسيوم والحديد المزدوجة Mg, Fe)2SiO4) ووجود الحديد بتركيبته يضفي عليه اللون الأخضر. تكونه المعدني قريب من تركيب حجر الزمرد، يعثر عليه في الصخور النارية القاعدية وفي الصخور الجيرية، وقد سميت جميع الأحجار الكريمة سابقا ذات اللون المائل للأخضر بالزبرجد.
عرف تصاميم الحلي والمجوهرات من ألماس والأحجار الكريمة على أنه الرسم أو الفن الذي يستخدم المنطق الذي يُرسي الأساس لصنع المجوهرات أو هو نظام فني فريد ويستخدم اسم وفعل على حد سواء فالتصميم يستخدم كأداة يستعين بها الإنسان في محاولة للعصمة من الخطأ مستخدما المنطق في خطوطه ومحاولا تجسيد الكمال في تصاميمه، والتي ترشده إلى تصحيح أفكاره بأسلوب فريد، فهو يفسر التصاميم الماسية على أنها إنشاء تصميم لقطعة ثمينة مشابهة للحقيقة بواسطة الرسم والتلوين مستخدما حسة الذاتي وذوقه أو خبراته وتجاربه الشخصية والمهنية. وهي تعتمد على تقديم صورة مشابهة للواقع لا يمكن للإنسان الوصول إليها أو إنشاؤها مثل الفنون التطبيقية والعلمية كون المصمم يجب أن يكون ملما بخصائص المعادن النفيسة والأحجار الكريمة بالإضافة إلى الذوق والحس المرهف عند التصميم. فهو يعتبر «التصميم» كفعل، يشير إلى عملية إنشاء وخلق قطع جمالية وجذابة من المعادن المختلفة الخصائص والأحجار الكريمة التي يكون مزاجها الفيزيائي والكيميائي متضارب ولكنها متشابه شكلا في الكثير من الأحيان من حيث اللون إلى حد الذهول، ولكنها مختلفة كليا من حيث التركيب الكيميائي.

## معرض الصور

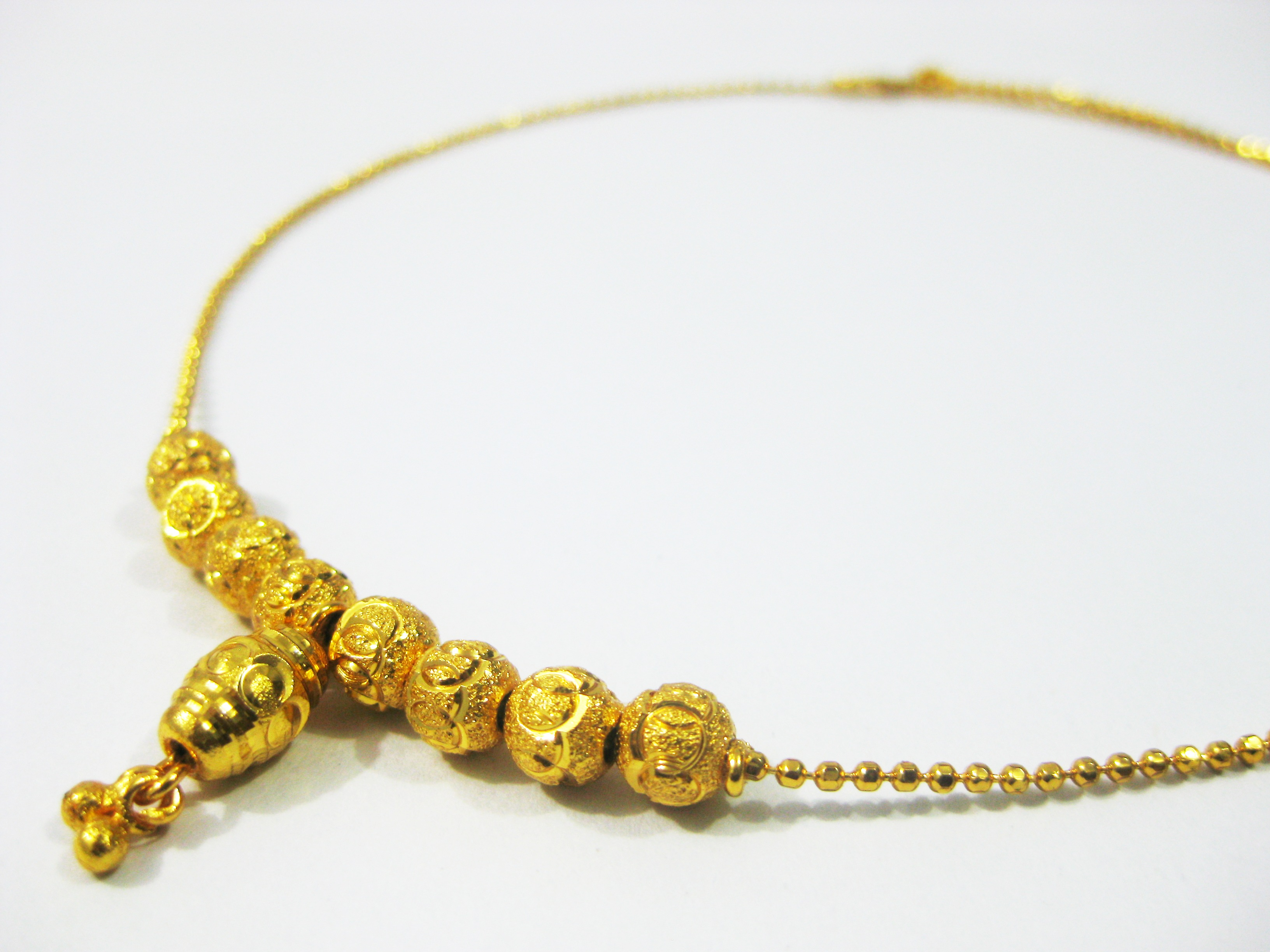
مثال للمجوهرات المطلية بالذهب.
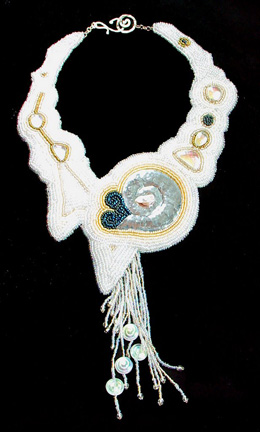
تصميم مستوحى من الخرزات المصفوفة.